# Thalles
Thalles Lima de Conceição Penha (São Gonçalo, Brasil, 18 de mayo de 1995-Río de Janeiro, Brasil, 22 de junio de 2019) fue un futbolista brasilero que jugaba como delantero centro. Su último equipo fue el Albirex Niigata de la J2 League.

## Estadísticas
Actualizado al 15 de octubre de 2016.
| Vasco da Gama · Brasil                                                                              |               |               |     |    |    |    |    |    |   |     |     |    |
| 1ª                                                                                                  | 2013          | 7             | 1   | 0  | 0  | 1  | 2  | -  | - | 8   | 3   |    |
| 2ª                                                                                                  | 2014          | 23            | 3   | 13 | 4  | 7  | 3  | -  | - | 43  | 10  |    |
| 1ª                                                                                                  | 2015          | 13            | 0   | 9  | 0  | 8  | 3  | -  | - | 30  | 3   |    |
| 2ª                                                                                                  | 2016          | 28            | 7   | 12 | 5  | 7  | 1  | -  | - | 47  | 13  |    |
| 1ª                                                                                                  | 2017          | 12            | 2   | 10 | 3  | 4  | 1  |    |   | 26  | 6   |    |
| Total club                                                                                          | Total club    | 83            | 13  | 44 | 12 | 27 | 10 | 0  | 0 | 154 | 35  |    |
| Albirex Niigata (préstamo) Japón                                                                    | 2.°           | 2018          | 34  | 4  | -  | -  | 5  | 2  | - | -   | 39  | 6  |
| Albirex Niigata (préstamo) Japón                                                                    | Total club    | Total club    | 34  | 4  | 0  | 0  | 5  | 2  | 0 | 0   | 39  | 6  |
| Total carrera                                                                                       | Total carrera | Total carrera | 117 | 17 | 44 | 12 | 32 | 12 | 0 | 0   | 193 | 41 |
| (1)Incluidos los datos de la Copa de Brasil (2013, 2014, 2015, 2016, 2017) y Copa J. League (2018). |               |               |     |    |    |    |    |    |   |     |     |    |